# Santo Afonso
Santo Afonso är en kommun i Brasilien.   Den ligger i delstaten Mato Grosso, i den centrala delen av landet, 1 000 km väster om huvudstaden Brasília. Antalet invånare är 2 974.
Omgivningarna runt Santo Afonso är huvudsakligen savann. Runt Santo Afonso är det mycket glesbefolkat, med 7 invånare per kvadratkilometer.